# Meiersberg
Meiersberg er en by og kommune i det nordøstlige Tyskland, beliggende i Amt Am Stettiner Haff under Landkreis Vorpommern-Greifswald. Landkreis Vorpommern-Greifswald ligger i delstaten Mecklenburg-Vorpommern ved den tysk-polske grænse.

## Geografi
Meiersberg er en langstrakt fortelandsby ved landevejen fra Ueckermünde mod Ferdinandshof ved vestenden af Ueckermünder Heide. Kommunen er en del af Naturpark Am Stettiner Haff. Langs den nordvestlige kommunegrænse løber den lille flod Zarow, der 8 km længere fremme løber ud i Stettiner Haff.

## Eksterne kilder og henvisninger
- Wikimedia Commons har flere filer relateret til Meiersberg
- Byens side på amtets websted
- Statistik Arkiveret 7. februar 2017 hos  Wayback Machine
- Websted for Naturpark Am Stettiner Haff